# Solidagininae
Solidagininae je podtribus biljaka iz porodice glavočika, dio je tribusa Astereae. Tipični rod je zlatnica (Solidago).

## Rodovi
1. Eastwoodia Brandegee (1 sp.)
2. Columbiadoria G. L. Nesom (1 sp.)
3. Sericocarpus Nees (7 spp.)
4. Cuniculotinus Urbatsch, R. P. Roberts & Neubig (1 sp.)
5. Acamptopappus (A. Gray) A. Gray (2 spp.)
6. Amphipappus Torr. ex A. Gray (1 sp.)
7. Chrysothamnus Nutt. (9 spp.)
8. Bathysanthus G. L. Nesom (1 sp.)
9. Solidago L. (147 spp.)
10. Chrysoma Nutt. (1 sp.)
11. Stenotus Nutt. (3 spp.)
12. Nestotus R. P. Roberts, Urbatsch & Neubig (3 spp.)
13. Petradoria Greene (1 sp.)
14. Toiyabea R. P. Roberts, Urbatsch & Neubig (4 spp.)
15. Oreochrysum Rydb. (1 sp.)
16. Lorandersonia Urbatsch, R. P. Roberts & Neubig (6 spp.)
17. Tonestus A. Nels. (2 spp.)